# Championnat d'Ouzbékistan de football 2007
Navigation
Saison précédente Saison suivante
La saison 2007 du Championnat d'Ouzbékistan de football est la seizième édition de la première division en Ouzbékistan, organisée sous forme de poule unique, l'Oliy Liga, où toutes les équipes se rencontrent deux fois au cours de la saison. En fin de saison, les deux derniers du classement sont relégués et remplacés par les deux meilleurs clubs de Birinchi Liga, la deuxième division ouzbek.
C'est le Pakhtakor Tachkent, quintuple tenant du titre, qui remporte à nouveau le championnat cette saison après avoir terminé en tête du classement final, avec onze points d'avance sur le surprenant promu, le PFK Kuruvchi Tachkent (le futur FC Bunyodkor) et douze sur le Mash'al Mubarek. C'est le 8e titre de champion d'Ouzbékistan de l'histoire du club, qui réussit un sixième doublé consécutif en s'imposant en finale de la Coupe d'Ouzbékistan, à nouveau face au Kuruvchi Tachkent.

## Clubs participants
- Pakhtakor Tachkent
- Neftchi Ferghana
- PFK Kuruvchi Tachkent - Promu de Birinchi Liga
- FK Bukhara
- Navbahor Namangan
- Lokomotiv Tachkent
- FK Shurtan Guzar
- FK Andijan
- FK Kyzylkum Zarafshan
- Traktor Tachkent
- Topolon Sariosiyo
- FK Vobkent - Promu de Birinchi Liga
- FK Samarqand-Dinamo
- Nasaf Qarshi
- Metallurg Bekabad
- Mash'al Mubarek

## Compétition
Le barème de points servant à établir le classement se décompose ainsi :
- Victoire : 3 points
- Match nul : 1 point
- Défaite : 0 point

### Classement
| Rang | Équipe                  | Pts | J  | G  | N | P  | Bp | Bc | Diff |
| ---- | ----------------------- | --- | -- | -- | - | -- | -- | -- | ---- |
| 1    | Pakhtakor Tachkent T'C' | 82  | 30 | 26 | 4 | 0  | 83 | 13 | +70  |
| 2    | PFK Kuruvchi Tachkent P | 71  | 30 | 22 | 5 | 3  | 62 | 16 | +46  |
| 3    | Mash'al Mubarek         | 70  | 30 | 22 | 4 | 4  | 62 | 25 | +37  |
| 4    | Neftchi Ferghana        | 61  | 30 | 19 | 4 | 7  | 53 | 28 | +25  |
| 5    | FK Samarqand-Dinamo     | 50  | 30 | 14 | 8 | 8  | 48 | 36 | +12  |
| 6    | Nasaf Qarshi            | 44  | 30 | 13 | 5 | 12 | 43 | 43 | 0    |
| 7    | FK Kyzylkum Zarafshan   | 39  | 30 | 12 | 3 | 15 | 42 | 64 | -22  |
| 8    | Navbahor Namangan       | 37  | 30 | 11 | 4 | 15 | 37 | 41 | -4   |
| 9    | FK Bukhara              | 36  | 30 | 11 | 3 | 16 | 29 | 43 | -14  |
| 10   | FK Andijan              | 35  | 30 | 10 | 5 | 15 | 37 | 45 | -8   |
| 11   | Traktor Tachkent        | 34  | 30 | 11 | 1 | 18 | 45 | 58 | -13  |
| 12   | Topalang Sariosiyo      | 30  | 30 | 8  | 6 | 16 | 29 | 43 | -14  |
| 13   | FK Shurtan Guzar        | 29  | 30 | 8  | 5 | 17 | 32 | 51 | -19  |
| 14   | Lokomotiv Tachkent      | 26  | 30 | 6  | 8 | 16 | 25 | 44 | -19  |
| 15   | Metallurg Bekabad       | 23  | 30 | 6  | 5 | 19 | 32 | 62 | -30  |
| 16   | FK Vobkent P            | 15  | 30 | 3  | 6 | 21 | 23 | 70 | -47  |

|  | Qualification pour la Ligue des champions 2008                                      |
|  | Relégation directe en Birinchi Liga                                                 |
|  | Clubs en banqueroute et forfaits pour la saison 2008                                |
|  | T: Tenant du titre C: Vainqueur de la Coupe d'Ouzbékistan P: Promu de Birinchi Liga |

## Bilan de la saison
| Championnat d'Ouzbékistan de football 2007 |                                 |
| Champion                                   | Pakhtakor Tachkent (8e titre)   |
| Coupes et trophées                         |                                 |
| Vainqueur de la Coupe d'Ouzbékistan 2007   | Pakhtakor Tachkent              |
| Qualifications continentales               |                                 |
| Ligue des champions 2008                   | Pakhtakor Tachkent              |
| Ligue des champions 2008                   | PFK Kuruvchi Tachkent           |
| Promotions et relégations                  |                                 |
| Promus en Oliy Liga                        | Sogdiana Jizzakh                |
| Promus en Oliy Liga                        | PFK Andijan                     |
| Promus en Oliy Liga                        | FK AGMK                         |
| Relégués en Birinchi Liga                  | FK Vobkent                      |
| Relégués en Birinchi Liga                  | Traktor Tachkent (banqueroute)  |
| Relégués en Birinchi Liga                  | Topolon Sariosiyo (banqueroute) |